# Cogollos de Guadix
Cogollos de Guadix és un municipi andalús situat a la província de Granada. És un nucli urbà d'origen musulmà, enclavat entre el riu de Lugros i el Barranc del Bernal, desenvolupant-se de forma radial a partir de la plaça definida per la ubicació de l'església, havent actuat aquesta com límit del desenvolupament urbà fins a l'actualitat. Es troba en un vessant de Sierra Nevada.

## Demografia
| 1930 | 1940 | 1950 | 1960 | 1970 | 1981 | 1991 | 2001 | 2005 |
| ---- | ---- | ---- | ---- | ---- | ---- | ---- | ---- | ---- |
| 1360 | 1492 | 1543 | 1618 | 1383 | 905  | 774  | 723  | 741  |